# محمد غایب
محمد غایب (به تاجیکی: Муҳаммад Ғоиб) (غایبوف) یکی از شاعران و نویسندگان شناخته شدهٔ تاجیکستان است که در سال ۱۹۵۴ م در یکی از روستاهای ناحیه دنغره به دنیا آمد. از محمد غایب تاکنون بیش از ۲۰۰ اثر در قالب ۳۵ مجموعه به چاپ رسیده و نمایشنامه «شاه همدان» (Шоҳи Ҳамадон) او در خوزستان ایران به روی صحنه رفته‌است. وی هم‌چنین مدیر شبکه یک تلویزیون تاجیکستان می‌باشد.
پرداختن به مضامین ملی و میهنی، زندگی روستائیان، ستایش نیکی و نکوهش پلیدی و زشتی‌ها در شعر او جایگاه ویژه‌ای دارند.
ازجمله آثار او می‌توان تُرنه‌ها، راه ده‌ها، فریاد یادها، مهر گیاه، خاک وطن، گوهر مهر، نور دیده، بام سپهر، گمگشته‌پیدا، راه کهکشان، پایگاه، وطن نوروز، فرخنده‌پای، شاه همدان، صد غزل، پاس آشنایی، پرچم ننگ، دیوان، کعبه دل، «Подарок» (پادراک: به زبان روسی)، را نام برد.

## پیشینه
اگرچه او تحصیلات خود را در رشتهٔ ریاضیات و فیریک به پایان رسانده، اما این مانع از پرداختن او به شعر و ادبیات نشده‌است. محمد غایب از سال ۱۹۸۱ عضو اتحادیهٔ نویسندگان تاجیکستان است و از سال ۱۹۹۰ رئیس کمیتهٔ رادیو و تلویزیون ولایت کولاب (سابق) نیز می‌باشد. او علاوه بر سرودن اشعار غنایی برای کودکان نیز شعر سروده و در زمینه‌های نمایشنامه‌نویسی، داستان‌نویسی و... نیز قلم زده‌است.
محمد غایب صاحب سه فرزند است.

## نمونه شعر
کتاب«لالهٔ چشم» برگزیده‌ای است از اشعار این شاعر تاجیک که بیش از یکصد و بیست شعر او در قال قطعه، رباعی و دو بیتی در آن به چاپ رسیده‌است. بخش‌هایی از شعر «رنج فردوسی» محمد غایب را که در این مجموعه به چاپ رسیده:
شاهنامه سرنوشت تلخ و جان‌سوز عجم
داستان قهرمانی، قصهٔ مردانگی‌ست
گریه‌های روز شادی، خنده‌های روز غم
بیت‌های آشنایی، نامهٔ بیگانگی‌ست
...
شاهنامه هست گنج رنج از سی ساله بیش
راه جاویدانهٔ شاعر که طی گشتی به سی
مردهٔ بی‌نام بودیم و جدا از اصل خویش
گر نمی‌کرد او عجم را زنده با آن پارسی